# Chinlingella
Chinlingella es un género de foraminífero bentónico considerado un sinónimo posterior de Pamirina de la subfamilia Staffellinae, de la familia Staffellidae, de la superfamilia Fusulinoidea, del suborden Fusulinina y del orden Fusulinida. Su especie tipo era Chinlingella chinlingensis. Su rango cronoestratigráfico abarcaba desde el Carbonífero hasta el Pérmico.

## Discusión
Clasificaciones más recientes incluirían Chinlingella en la superfamilia Staffelloidea, y en la subclase Fusulinana de la clase Fusulinata.

## Clasificación
Chinlingella incluía a las siguientes especies:
- Chinlingella chinlingensis †
- Chinlingella nobilis †
- Chinlingella pulchra †